# Vrelo (gmina Aleksinac)
Vrelo (cyr. Врело) – wieś w Serbii, w okręgu niszawskim, w gminie Aleksinac. W 2011 roku liczyła 265 mieszkańców.